# Terumot
Terumot (hebreo: תרומות, literalmente "Donaciones") es el sexto tratado de Séder Zeraim ("Orden de las Simientes") de la Mishná y del Talmud.  El tratado analiza dos tipos de donaciones: una de las terumá (singular de terumot), generalmente un 2% de la cosecha, es entregada al sacerdote Cohen, y un diezmo del 10% es entregado al levita, este donativo se llama terumat hamaaser. Estas leyes ya no se aplican en la época actual, puesto que aun no ha sido reconstruido el Templo de Jerusalén. A pesar de esto, los diezmos son separados de la producción agrícola en Israel, y se han mantenido solo para recordar el diezmo que se realizaba en el pasado, sin tener que ser entregados a un sacerdote Cohen. Estas leyes son también mencionadas en detalle, en los tratados talmúdicos Demai y Ma'aserot.